# Les Marseillais
Ne doit pas être confondu avec Les Marseillais vs le Reste du monde.
Les Marseillais est une émission de téléréalité française de 639 épisodes, diffusée sur W9 du 19 novembre 2012 au 13 mai 2022 en avant-soirée. L'émission est produite par la société Banijay Productions France.
Elle est née du succès de l'émission Les Ch'tis et sert de spin-off à ce programme qui s'achève quant à lui en 2014. Cette téléréalité met en scène plusieurs candidats issus de plusieurs régions du sud-est de la France qui doivent réussir plusieurs jobs liés au monde de la nuit dans les premières saisons puis des jobs plus variés dans les dernières saisons. Certains candidats sont découverts grâce aux Marseillais, dont certains acquièrent un certaine renommée nationale, comptabilisant des millions d'abonnés sur les réseaux sociaux. Les plus connus d'entre eux sont Julien Tanti, Stephanie Durant, Thibault Kuro Garcia, Antonin Portal, Paga, Kim Glow, Jessica Thivenin, Benjamin Samat, Kevin Guedj, Carla Moreau, Maeva Ghennam ou encore Greg Yega.
L'émission réalise de très bonnes audiences dès sa première saison et devient une œuvre phare de la chaîne W9. Décriée par bon nombre de critiques, spectateurs et analystes, l'émission se termine au terme de sa onzième saison après une baisse significative des audiences et plusieurs bad buzz entourant le programme ou ses candidats.

## Synopsis
L’émission permet de suivre des participants, appelés « Les Marseillais », vivre ensemble quotidiennement dans une villa et participent à différentes activités. Ils doivent à la fois gérer leur vie professionnelle, leurs relations amoureuses et amicales. Des tensions, des histoires d’amour, des trahisons et des amitiés se nouent au fil des saisons qui se déroulent dans plusieurs pays et continents différents comme la Thaïlande, l'Afrique du Sud, Amérique du Sud, Australie, Asie, Caraïbes, Dubaï et le Mexique.

## Saison 1:Les Marseillais à Miami
La première saison est diffusée du 19 novembre au 21 décembre 2012 et se déroule à Miami (Floride, États-Unis) pendant un mois. Elle compte au total 26 épisodes.
Le candidat Théo quitte l'émission en cours de tournage, il est remplacé par Julie. Leur agent (bookeuse) pour cette saison est Carol Paredes[réf. nécessaire], une mannequin française.

## Saison 2:Les Marseillais à Cancún
À la suite du succès de la première saison, une seconde est tournée pendant le spring break de Cancún (Mexique) en mars 2013. Elle compte 41 épisodes.
Kim Glow, présentée comme la meilleure amie de Shanna Kress, remplace Julia Malah qui quitte l'émission.

## Saison 3:Les Marseillais à Rio
Une troisième saison a été tournée pendant sept semaines du 10 janvier 2014 au 6 mars 2014 à Rio de Janeiro. Cette saison de 66 épisodes a été diffusée du 3 mars 2014 au 30 mai 2014.
Benjamin de l'émission La Belle et ses princes presque charmants remplace Antonin qui quitte le programme en cours de tournage. Jessica arrive en cours d'aventure alors que Merylie se fait exclure de l'émission par la bookeuse avant la fin de la saison.
De plus, Gaëlle, Adixia et Tressia des Ch'tis viennent passer du temps avec les Marseillais.
Cécilia Leite est la bookeuse de cette saison.

## Saison 4:Les Marseillais en Thaïlande
Une quatrième saison est tournée pendant cinq semaines du 11 janvier au 17 février 2015 à Koh Samui, en Thaïlande. Cette saison de 56 épisodes a été diffusée du 2 mars 2015 au 15 mai 2015.
Après son séjour sur l'île de Koh Lanta, Emmanuelle, la copine d'Antonin, arrive dans l'aventure. Quelques épisodes plus tard, Antony quitte l'aventure pour des raisons professionnelles.
Jordan, Tressia et Adixia des Ch'tis rejoignent le casting pendant quelques jours. Paga s'est marié avec Adixia.
La bookeuse est Parisa.
Contrairement aux trois premières saisons, dans le générique n'apparaissent plus les métiers des Marseillais et en salle d'interview n'apparaissent plus les villes ou résident les candidats.

## Saison 5:Les Marseillais South Africa
Une cinquième saison a été tournée pendant sept semaines du 9 janvier au 17 février 2016 au Cap en Afrique du Sud. Cette saison a été diffusée du 22 février 2016 au 20 mai 2016. La bookeuse de cette saison s'appelle Joëlle.
Les nouveaux candidats sont Rawell Saiidi, Thomas Adamandopoulos, Bryan Razor, Fanny Salvat et Carla Moreau. Clément Castelli, Rémi Notta de Secret Story et Montaine Mounet, également nouveaux marseillais, arriveront en cours d'aventure.
Adixia Romaniello, Tressia Bertin et Vincent Shogun, tous les 3 issus de l'émission Les Ch'tis, arriveront les uns après les autres durant l'aventure en tant que guests.
Thomas, Bryan, Montaine et Antonin quittent l'émission avant la fin. Paga est exclu par la bookeuse et quitte l'aventure avant la fin, mais celle-ci décide de lui donner une nouvelle chance et le réintègre donc.

## Saison 6:Les Marseillais South America
Une sixième saison a été tournée pendant cinq semaines du 13 novembre 2016 au 19 décembre 2016. Cette saison se passe à Buenos Aires, en Argentine. Ils ont visité plusieurs villes d'Amérique du Sud, comme São Paulo au Brésil et Punta del Este en Uruguay. La saison 6 est diffusée à partir du 27 février 2017 jusqu'au 19 mai 2017. Jennifer est la bookeuse de cette saison. Les nouveaux candidats sont Jessica Errero, Liam Di Bennedeto, Matthieu Lacroix, Xavier Cloutrier et Manon Van. Le premier épisode de cette saison a été diffusé lors de l'avant-première de l'émission le mardi 21 février 2017 au cinéma Gaumont Champs-Élysées Marignan à Paris, puis est sorti sur 6play le jeudi 23 février 2017 et a battu un record avec plus de 1,5 million de vues en seulement quatre jours.
Parmi les candidats de départ se trouvent : 
Julien Tanti, Paga Neuron, Jessica Thivenin, Kevin Guedj, Carla Moreau, Stephanie Durant, Montaine Mounet ainsi que plusieurs nouveaux candidats, totalement inconnus du public. Virgil, Xavier, Matthieu, Manon, Paga, Adixia et Valentin décident de quitter l'aventure avant la fin. Paga et Adixia reviennent dans l'aventure avant la fin.

## Saison 7:Les Marseillais Australia
Une septième saison a été tournée pendant quatre semaines du 4 novembre 2017 au 2 décembre 2017. Cette année, les Marseillais ont atterri à Brisbane, en Australie. Cette saison est diffusée entre le 26 février 2018 et le 18 mai 2018 sur W9. La bookeuse s'appelle Hélène. Les nouveaux candidats sont Cloé Cooper, Julia Morgante, Benjamin Samat (ancien candidat de retour), Camille Froment et Jérémy Granier.
Parmi les candidats de départ se trouvent :
Julien Tanti, Paga Neuron, Jessica Thivenin, Kevin Guedj, Carla Moreau, ainsi que plusieurs nouveaux candidats, totalement inconnus du public.Cloé, Jeremy et Tony quittent l'Australie en cours d'aventure. Nikola Lozina, Manon Marsault, Anthony Matéo, Thibault Garcia, Adixia Romaniello et deux nouveaux candidats, Tony et Maeva Ghennam, arrivent en cours d'aventure.

## Saison 8:Les Marseillais Asian Tour
Une huitième saison a été tournée pendant pratiquement cinq semaines du 3 novembre 2018 au 8 décembre 2018. Pour cette nouvelle saison, les Marseillais seront de retour en Thaïlande mais cette fois-ci, ils poseront leurs valises dans l’archipel de Ko Phuket. Ils visiteront plusieurs pays d’Asie, comme Hong-Kong, le Cambodge ou encore le Vietnam. Ils feront aussi un voyage à Bangkok, la capitale de la Thaïlande. La saison 8 est diffusée du 18 février 2019 au 10 mai 2019. La bookeuse de cette saison se nomme Catalia.
Les nouveaux candidats sont Jessica Mazellange, Greg Yega, Anthony Naccarato et Jessica Noris, surnommée Ness.
Une avant-première a eu lieu le 13 février 2019 au cinéma Gaumont Champs-Élysées à Paris.
Parmi les candidats de départ se trouvent :  
Julien Tanti, Paga Neuron, Jessica Thivenin, Kevin Guedj, Carla Moreau, Benjamin Samat, Maéva Ghennam ainsi que plusieurs nouveaux candidats, totalement inconnus du public. Jessica Mazellange quitte l’aventure pour problèmes familiaux et Jessica Thivenin quitte également l'aventure avant la fin pour retrouver son compagnon, Thibault Kuro Garcia. En cours d'aventure arrive Trystana Creusy, Alix Desmoineaux, Manon Marsault, Tiago Tanti, Julien Bert et 4 Ch'tis : Tressia Bertin, Adixia Romaniello, Vincent Shogun et Jordan Faelens.
Lors de la dernière partie de l’émission à Marseille d’autres candidats on fait leurs apparitions: Thibault Kuro Garcia, Laura Lempika, Niko Lozina, Milla Jasmine, Sarah Martins, Magali Berdah mais aussi le producteur Banijay.

## Saison 9:Les Marseillais aux Caraïbes
La neuvième saison des Marseillais s'est déroulée en deux étapes. Tout d'abord, certains candidats se sont envolés, pendant 4 jours du 28 octobre 2019 au 2 novembre 2019, à Dubaï. Les Marseillais sont venus rendre visite à Thibault Kuro Garcia et Jessica Thivenin pour faire la rencontre de leur nouveau-né, Maylone. Le début de cette neuvième saison est donc consacré à la naissance de leur bébé.
Après une pause de quelques semaines, les candidats se sont envolés pour les pays Caribéens, véritable lieu de leur aventure. Le tournage a eu lieu du 13 novembre 2019 au 18 décembre 2019. Le premier lieu visité est Tulum au Mexique. La saison 9 est diffusée à l'antenne du 17 février 2020 au 11 juin 2020. La bookeuse de cette saison se nomme Mawi. Les nouveaux candidats sont  Océane El Himer, Allan Guedj, Nicolas Ferrero, Victoria Mehault et Maissane Aghioul. Une avant-première a lieu le 12 février 2020 au cinéma EuropaCorp La Joliette à Marseille.
Parmi les candidats de départ se trouvent : Julien Tanti, Manon Tanti, Kevin Guedj, Paga Neuron, Benjamin Samat, Maeva Ghennam, Grégory Yega ainsi que plusieurs nouveaux candidats, totalement inconnus du public. Allan Guedj quitte l'aventure car il est seulement venu pour voir son cousin Kévin et Maissane a dû quitter également l'aventure car elle a été éliminée par les Marseillais. En cours d'aventure arrivent Carla Moreau, Éloïse Appelle, Alix Desmoineaux, Cassandre Mahe, Anthony Nacca et Nicolas Tanti, frère de Julien Tanti.

### Épisodes aménagés
En raison de la pandémie de Covid-19 en France, la production a décidé de déprogrammer les épisodes du vendredi, qui sont les moins visionnés en général. Cette décision est prise afin de combler les jours de diffusion initiale des Apprentis aventuriers, dont le tournage a été annulé. De plus, dès le 14 avril 2020, la production a décidé de raccourcir les épisodes de 10 minutes, soit des épisodes d'environ 30 minutes.

### Audiences
Durant la 9e saison, lors de la 9e semaine, Les Marseillais connaissent un record historique depuis leur création en atteignant les 1 320 000 de téléspectateurs.

## Saison 10:Les Marseillais à Dubai
- Si vous ne connaissez pas le sujet, laissez ce bandeau (vous pouvez alors contacter les auteurs).
- Si vous supprimez le contenu mis en cause (vous pouvez préalablement contacter les auteurs),

argumentez précisément cette suppression dans la page de discussion
(un manque de référence n'est pas un argument ; une recherche réelle de référence doit avoir été effectuée, être formellement documentée).
Une dixième saison a été tournée pendant quatre semaines du 7 janvier 2021 au 5 février 2021. Cette année, les Marseillais ont atterri aux Émirats arabes unis, à Dubaï. Cette saison est diffusée du 22 février 2021 au 14 mai 2021 sur W9. La bookeuse s'appelle Jessica Aidi, épouse de Marco Verratti, joueur au PSG. Les nouveaux candidats sont Alex Giudi, Marine El Himer, Sandro Casagrande, Laura Marra, Florent Andre et Lena Gll.
Cette année, aucune avant-première n'a eu lieu à Marseille en raison de la crise sanitaire actuelle. En revanche, les épisodes sont présents en avant première sur la plateforme Salto.
Parmi les candidats de départ Jessica Thivenin, Thibault Garcia, Kevin Guedj, Carla Moreau, Paga Neuron, Greg Yega, Océane El Himer reviennent.

## Saison 11:Les Marseillais au Mexique
- Si vous ne connaissez pas le sujet, laissez ce bandeau (vous pouvez alors contacter les auteurs).
- Si vous supprimez le contenu mis en cause (vous pouvez préalablement contacter les auteurs),

argumentez précisément cette suppression dans la page de discussion
(un manque de référence n'est pas un argument ; une recherche réelle de référence doit avoir été effectuée, être formellement documentée).
Une onzième et dernière saison a été tournée pendant plusieurs semaines. Cette année, les Marseillais ont atterri au Mexique, à Puerto Vallarta. Cette saison est diffusée du 21 février 2022 au 13 mai 2022 sur W9. La nouvelle bookeuse s'appelle Alejandra. Les nouveaux candidats sont Charlotte Mint, Kévin Roux, Cynthia Makhoul, Dylan Roux, Cédric Carian, Andy Andreyassian et Ambre Abadia. D'autres candidats arriveront en cours d'aventure pour donner plus de piment, dont des comédiens infiltrés qui sont venus faire un prank aux Marseillais : Antony Vincent, Esteban Meyer-Zarama  et Iléana Arnaud.
Parmi les candidats de départ Julien Tanti, Manon Tanti, Maeva Ghennam, Benjamin Samat, Paga Neuron, Greg Yega et Océane El Himer reviennent.

## C'est la famille
Depuis juillet 2022, l'émission de docu-réalité C'est la famille suit les candidats phares des Marseillais dans leur quotidien.
D'abord diffusée sur M6+, elle est diffusée ensuite avec de nouveaux épisodes sur W9 du 3 juillet 2023 au 1er septembre 2023 pour la 4e saison, suivi d'une 5e dès le 24 février 2024.
La saison 6 est disponible sur M6+ depuis le 6 janvier 2025.

### Candidat(e)s
- Julien Tanti (depuis la saison 1)
- Manon Tanti (depuis la saison 1)
- Jessica Thivenin (saisons 1 & 2, 4-)
- Thibault Kuro Garcia (saisons 1 & 2, 4-)
- Anthony "Paga" Paggini (depuis la saison 1)
- Giuseppa Ciurleo (depuis la saison 1)
- Grégory "Greg" Yeghiazarian (depuis la saison 1)
- Laura Lempika (depuis la saison 1)
- Nikola Lozina (depuis la saison 1)
- Adixia Romaniello (depuis la saison 5, invité 2)
- Simon Feraud (depuis la saison 5)
- Eloise Appelle (depuis la saison 5)
- Anthony "Nacca" Naccarato (depuis la saison 5)

### Ancien(ne)s Candidat(e)s
- Océane El Himer (saison 1)
- Marine El Himer (saison 1)
- Cédric Carian (saisons 1 & 2, invité  4 & 5)
- Maeva Ghennam (saisons 1,2 & 4)
- Hilona Gos (saisons 2 & 4)
- Julien Bert (saison 2)
- Kamila Tir-Abdelali (saison 2)
- Noré Abdelali (saison 2)
- Milla Jasmine (saison 2)
- Alan Brncić (saisons 2 & 4, invité 3)
- Victoria Mehault (saisons 3 & 4)
- Yohan Menzoyan (saisons 3 & 4)
- Kevin Guedj (saison 4, invité 5)
- Jessica Errero (saison 4)
- Fanny Salvat (saison 4)
- Paul-André Acquaviva (saison 4)

### Candidat(e)s Invité(e)s
- Nicolas Tanti (saison 1)
- Cynthia Makhoul (saison 1)
- Quentin Garcia (saisons 1 & 4)
- Stéphanie Durant (saison 1)
- Théo Soggiu (saison 1)
- Célia Lozina (saisons 2,4 & 5)
- Simon Castaldi (saisons 2 & 5)
- Clarysse Pereira (saison 3)
- Mélanie Orlanko (saison 4)
- Alexandre "Alex" Giudicelli (saison 4)
- Charlotte Mint (saison 4)
- Tiago Ciurleo (saisons 4 & 5)
- Bastien "Bastos" Grimal (saison 5)

## Émissions dérivés

### Les Secrets des Fratés
Depuis novembre 2023, une nouvelle émission en plateau animée par Julien Tanti et Anthony Pagini "Paga" est diffusée sur M6+ retraçant les moments de l'émission en compagnie de plusieurs candidats parmi lesquels Jessica Thivenin, Thibault Kuro Garcia, Kim Glow, Kevin Guedj, Manon Tanti, Gregory Yeghiazarian, Maeva Ghennam, Stéphanie Durant...
Une saison 2 est disponible sur M6+ depuis juillet 2025. 

### Toute la vérité avec Giuseppa
Depuis juillet 2025, une seconde émission en plateau animée par Giuseppa Ciurleo est diffusée sur M6+ dans laquelle des candidats se retrouvent pour discuter. 
Dans la première saison, Beverly Bello, Benoît Dubois, Jessica Errero, Nicolas Couteau, Kevin Guedj, Stéphane Rodrigues, Loanne Ananas, Nicolo Ferrari, Adixia Romaniello, Kim Glow, Cassandra Jullia, Eloïse Appelle, Jean-Pascal Lacoste, Cindy Sander, Lou Pernaut, Simon Castaldi, Emilie Nef Naf, Maeva Martinez, Anthony Pagini "Paga" et Vivian Grimigni se prêtent au jeu.

## Candidats récurrents
Dans ce tableau figure les candidats ayant participé à plusieurs saisons des Marseillais.
| Candidat(e)s                | Saisons                        | Saisons                        | Saisons                        | Saisons                        | Saisons                        | Saisons                        | Saisons                        | Saisons                        | Saisons                        | Saisons                        | Saisons                        | Saisons                        | Saisons                        | Saisons                        | Saisons                        | Saisons                        |  |
| Candidat(e)s                | Les Marseillais                | Les Marseillais                | Les Marseillais                | Les Marseillais                | Les Marseillais                | Les Marseillais                | Les Marseillais                | Les Marseillais                | Les Marseillais                | Les Marseillais                | Les Marseillais                | C’est la famille               | C’est la famille               | C’est la famille               | C’est la famille               | C’est la famille               |  |
| Candidat(e)s                | 1                              | 2                              | 3                              | 4                              | 5                              | 6                              | 7                              | 8                              | 9                              | 10                             | 11                             | 12                             | 13                             | 14                             | 15                             | 16                             |  |
| --------------------------- | ------------------------------ | ------------------------------ | ------------------------------ | ------------------------------ | ------------------------------ | ------------------------------ | ------------------------------ | ------------------------------ | ------------------------------ | ------------------------------ | ------------------------------ | ------------------------------ | ------------------------------ | ------------------------------ | ------------------------------ | ------------------------------ |  |
| Thibault Kuro Garcia        | Participant à la/aux saison(s) | Participant à la/aux saison(s) |                                |                                |                                |                                | Participant à la/aux saison(s) | Participant à la/aux saison(s) | Participant à la/aux saison(s) | Participant à la/aux saison(s) |                                | Participant à la/aux saison(s) | Participant à la/aux saison(s) |                                | Participant à la/aux saison(s) | Participant à la/aux saison(s) |  |
| Shanna Kress                | Participant à la/aux saison(s) | Participant à la/aux saison(s) |                                |                                |                                |                                |                                |                                |                                |                                |                                |                                |                                |                                |                                |                                |  |
| Antonin Portal              | Participant à la/aux saison(s) | Participant à la/aux saison(s) | Participant à la/aux saison(s) | Participant à la/aux saison(s) | Participant à la/aux saison(s) |                                |                                |                                |                                |                                |                                |                                |                                |                                |                                |                                |  |
| Julia Malah                 | Participant à la/aux saison(s) | Participant à la/aux saison(s) |                                |                                |                                |                                |                                |                                |                                |                                |                                |                                |                                |                                |                                |                                |  |
| Stéphanie Durant            | Participant à la/aux saison(s) | Participant à la/aux saison(s) | Participant à la/aux saison(s) | Participant à la/aux saison(s) | Participant à la/aux saison(s) | Participant à la/aux saison(s) |                                |                                |                                | Participant à la/aux saison(s) |                                | Participant à la/aux saison(s) |                                |                                |                                |                                |  |
| Anthony "Paga" Paggini      | Participant à la/aux saison(s) | Participant à la/aux saison(s) | Participant à la/aux saison(s) | Participant à la/aux saison(s) | Participant à la/aux saison(s) | Participant à la/aux saison(s) | Participant à la/aux saison(s) | Participant à la/aux saison(s) | Participant à la/aux saison(s) | Participant à la/aux saison(s) | Participant à la/aux saison(s) | Participant à la/aux saison(s) | Participant à la/aux saison(s) | Participant à la/aux saison(s) | Participant à la/aux saison(s) | Participant à la/aux saison(s) |  |
| Julien Tanti                | Participant à la/aux saison(s) | Participant à la/aux saison(s) | Participant à la/aux saison(s) | Participant à la/aux saison(s) | Participant à la/aux saison(s) | Participant à la/aux saison(s) | Participant à la/aux saison(s) | Participant à la/aux saison(s) | Participant à la/aux saison(s) | Participant à la/aux saison(s) | Participant à la/aux saison(s) | Participant à la/aux saison(s) | Participant à la/aux saison(s) | Participant à la/aux saison(s) | Participant à la/aux saison(s) | Participant à la/aux saison(s) |  |
| Julie Andrieu               | Participant à la/aux saison(s) | Participant à la/aux saison(s) |                                |                                |                                |                                |                                |                                |                                |                                |                                |                                |                                |                                |                                |                                |  |
| Kelly Santoro               |                                | Participant à la/aux saison(s) | Participant à la/aux saison(s) |                                |                                |                                |                                |                                |                                |                                |                                |                                |                                |                                |                                |                                |  |
| Kim Glow                    |                                | Participant à la/aux saison(s) | Participant à la/aux saison(s) | Participant à la/aux saison(s) | Participant à la/aux saison(s) |                                |                                |                                |                                |                                |                                |                                |                                |                                |                                |                                |  |
| Jessica Thivenin            |                                |                                | Participant à la/aux saison(s) | Participant à la/aux saison(s) | Participant à la/aux saison(s) | Participant à la/aux saison(s) | Participant à la/aux saison(s) | Participant à la/aux saison(s) | Participant à la/aux saison(s) | Participant à la/aux saison(s) |                                | Participant à la/aux saison(s) | Participant à la/aux saison(s) |                                | Participant à la/aux saison(s) | Participant à la/aux saison(s) |  |
| Benjamin Samat              |                                |                                | Participant à la/aux saison(s) |                                |                                |                                | Participant à la/aux saison(s) | Participant à la/aux saison(s) | Participant à la/aux saison(s) | Participant à la/aux saison(s) | Participant à la/aux saison(s) |                                |                                |                                |                                |                                |  |
| Adixia Romaniello           |                                |                                | Participant à la/aux saison(s) | Participant à la/aux saison(s) | Participant à la/aux saison(s) | Participant à la/aux saison(s) | Participant à la/aux saison(s) | Participant à la/aux saison(s) |                                |                                |                                |                                | Participant à la/aux saison(s) |                                |                                | Participant à la/aux saison(s) |  |
| Tressia Bertin              |                                |                                | Participant à la/aux saison(s) | Participant à la/aux saison(s) |                                |                                |                                | Participant à la/aux saison(s) |                                |                                |                                |                                |                                |                                |                                |                                |  |
| Kevin Guedj                 |                                |                                |                                | Participant à la/aux saison(s) | Participant à la/aux saison(s) | Participant à la/aux saison(s) | Participant à la/aux saison(s) | Participant à la/aux saison(s) | Participant à la/aux saison(s) | Participant à la/aux saison(s) |                                |                                |                                |                                | Participant à la/aux saison(s) | Participant à la/aux saison(s) |  |
| Jordan Faelens              |                                |                                |                                | Participant à la/aux saison(s) |                                |                                |                                | Participant à la/aux saison(s) |                                |                                |                                |                                |                                |                                |                                |                                |  |
| Carla Moreau                |                                |                                |                                |                                | Participant à la/aux saison(s) | Participant à la/aux saison(s) | Participant à la/aux saison(s) | Participant à la/aux saison(s) | Participant à la/aux saison(s) | Participant à la/aux saison(s) |                                |                                |                                |                                |                                |                                |  |
| Montaine Mounet             |                                |                                |                                |                                | Participant à la/aux saison(s) | Participant à la/aux saison(s) |                                |                                |                                |                                |                                |                                |                                |                                |                                |                                |  |
| Fanny Salvat                |                                |                                |                                |                                | Participant à la/aux saison(s) |                                |                                |                                |                                |                                |                                |                                |                                |                                | Participant à la/aux saison(s) |                                |  |
| Vincent Cohen Szeczyk       |                                |                                |                                |                                | Participant à la/aux saison(s) |                                |                                | Participant à la/aux saison(s) |                                |                                |                                |                                |                                |                                |                                |                                |  |
| Jessica "Jessy" Errero      |                                |                                |                                |                                |                                | Participant à la/aux saison(s) |                                |                                |                                |                                |                                |                                |                                |                                | Participant à la/aux saison(s) |                                |  |
| Manon Tanti                 |                                |                                |                                |                                |                                | Participant à la/aux saison(s) | Participant à la/aux saison(s) | Participant à la/aux saison(s) | Participant à la/aux saison(s) | Participant à la/aux saison(s) | Participant à la/aux saison(s) | Participant à la/aux saison(s) | Participant à la/aux saison(s) | Participant à la/aux saison(s) | Participant à la/aux saison(s) | Participant à la/aux saison(s) |  |
| Nikola Lozina               |                                |                                |                                |                                |                                | Participant à la/aux saison(s) | Participant à la/aux saison(s) | Participant à la/aux saison(s) |                                |                                |                                | Participant à la/aux saison(s) | Participant à la/aux saison(s) | Participant à la/aux saison(s) | Participant à la/aux saison(s) | Participant à la/aux saison(s) |  |
| Maeva Ghennam               |                                |                                |                                |                                |                                |                                | Participant à la/aux saison(s) | Participant à la/aux saison(s) | Participant à la/aux saison(s) | Participant à la/aux saison(s) | Participant à la/aux saison(s) | Participant à la/aux saison(s) | Participant à la/aux saison(s) |                                | Participant à la/aux saison(s) |                                |  |
| Grégory "Greg" Yeghiazarian |                                |                                |                                |                                |                                |                                |                                | Participant à la/aux saison(s) | Participant à la/aux saison(s) | Participant à la/aux saison(s) | Participant à la/aux saison(s) | Participant à la/aux saison(s) | Participant à la/aux saison(s) | Participant à la/aux saison(s) | Participant à la/aux saison(s) | Participant à la/aux saison(s) |  |
| Anthony "Nacca" Naccarato   |                                |                                |                                |                                |                                |                                |                                | Participant à la/aux saison(s) | Participant à la/aux saison(s) |                                |                                |                                |                                |                                |                                | Participant à la/aux saison(s) |  |
| Julien Bert                 |                                |                                |                                |                                |                                |                                |                                | Participant à la/aux saison(s) |                                |                                |                                |                                | Participant à la/aux saison(s) |                                |                                |                                |  |
| Alix Desmoineaux            |                                |                                |                                |                                |                                |                                |                                | Participant à la/aux saison(s) | Participant à la/aux saison(s) |                                |                                |                                |                                |                                |                                |                                |  |
| Victoria Mehault            |                                |                                |                                |                                |                                |                                |                                |                                | Participant à la/aux saison(s) | Participant à la/aux saison(s) |                                |                                |                                | Participant à la/aux saison(s) | Participant à la/aux saison(s) |                                |  |
| Océane El Himer             |                                |                                |                                |                                |                                |                                |                                |                                | Participant à la/aux saison(s) | Participant à la/aux saison(s) | Participant à la/aux saison(s) | Participant à la/aux saison(s) |                                |                                |                                |                                |  |
| Nicolas Tanti               |                                |                                |                                |                                |                                |                                |                                |                                | Participant à la/aux saison(s) |                                |                                | Participant à la/aux saison(s) |                                |                                |                                |                                |  |
| Eloïse Appelle              |                                |                                |                                |                                |                                |                                |                                |                                | Participant à la/aux saison(s) |                                |                                |                                |                                |                                |                                | Participant à la/aux saison(s) |  |
| Marine El Himer             |                                |                                |                                |                                |                                |                                |                                |                                |                                | Participant à la/aux saison(s) |                                | Participant à la/aux saison(s) |                                |                                |                                |                                |  |
| Alexandre "Alex" Giudicelli |                                |                                |                                |                                |                                |                                |                                |                                |                                | Participant à la/aux saison(s) |                                |                                |                                |                                | Participant à la/aux saison(s) |                                |  |
| Théo Soggiu                 |                                |                                |                                |                                |                                |                                |                                |                                |                                | Participant à la/aux saison(s) |                                | Participant à la/aux saison(s) |                                |                                |                                |                                |  |
| Maddy Burciaga              |                                |                                |                                |                                |                                |                                |                                |                                |                                | Participant à la/aux saison(s) | Participant à la/aux saison(s) |                                |                                |                                |                                |                                |  |
| Cynthia Makhoul             |                                |                                |                                |                                |                                |                                |                                |                                |                                |                                | Participant à la/aux saison(s) | Participant à la/aux saison(s) |                                |                                |                                |                                |  |
| Charlotte Mint              |                                |                                |                                |                                |                                |                                |                                |                                |                                |                                | Participant à la/aux saison(s) |                                |                                |                                | Participant à la/aux saison(s) |                                |  |
| Cédric Carian               |                                |                                |                                |                                |                                |                                |                                |                                |                                |                                | Participant à la/aux saison(s) | Participant à la/aux saison(s) |                                |                                | Participant à la/aux saison(s) | Participant à la/aux saison(s) |  |
| Giuseppa Ciurleo            |                                |                                |                                |                                |                                |                                |                                |                                |                                |                                | Participant à la/aux saison(s) | Participant à la/aux saison(s) | Participant à la/aux saison(s) | Participant à la/aux saison(s) | Participant à la/aux saison(s) | Participant à la/aux saison(s) |  |
| Mélanie Orlenko             |                                |                                |                                |                                |                                |                                |                                |                                |                                |                                | Participant à la/aux saison(s) |                                |                                |                                | Participant à la/aux saison(s) |                                |  |
| Laura Lempika               |                                |                                |                                |                                |                                |                                |                                | Participant à la/aux saison(s) |                                |                                |                                | Participant à la/aux saison(s) | Participant à la/aux saison(s) | Participant à la/aux saison(s) | Participant à la/aux saison(s) | Participant à la/aux saison(s) |  |
| Alan Brncić                 |                                |                                |                                |                                |                                |                                |                                |                                |                                |                                |                                |                                | Participant à la/aux saison(s) | Participant à la/aux saison(s) | Participant à la/aux saison(s) | Participant à la/aux saison(s) |  |
| Hilona Gos                  |                                |                                |                                |                                |                                |                                |                                |                                |                                |                                |                                |                                | Participant à la/aux saison(s) |                                | Participant à la/aux saison(s) |                                |  |
| Simon Castaldi              |                                |                                |                                |                                |                                |                                |                                |                                |                                |                                |                                |                                | Participant à la/aux saison(s) |                                |                                | Participant à la/aux saison(s) |  |

## Audiences

### Saisons 1 à 5
- La saison 1 à Miami, a attiré 650 000 téléspectateurs en moyenne, soit 3,5 % de part de marché. La meilleure audience s'est hissé à 850 000 téléspectateurs, soit 4,4 % de PDM. C'est la meilleure fin de saison de l'histoire des Marseillais avec 773 000 téléspectateurs, soit 4,5 % de PDM.
- La saison 2 à Cancún, a attiré 650 000 téléspectateurs en moyenne, soit 4 % de part de marché. La meilleure audience s'est hissé à 844 000 téléspectateurs, soit 5,4 % de PDM.
- La saison 3 à Rio, a attiré 760 000 téléspectateurs en moyenne, soit 4,4 % de part de marché. La meilleure audience s'est hissé à 950 000 téléspectateurs, soit 5,1 % de PDM.
- La saison 4 en Thaïlande, a attiré 770 000 téléspectateurs en moyenne, soit 3,8 % de part de marché. La meilleure audience s'est hissé à 944 000 téléspectateurs, soit 4,3 % de PDM.
- La saison 5 en Afrique du Sud, a attiré 670 000 téléspectateurs en moyenne, soit 2,9 % de part de marché. La meilleure audience s'est hissé à 850 000 téléspectateurs, soit 3,9 % de PDM.

### Saisons 6 à 10
- La saison 6, en Amérique du Sud, a attiré 855 000 téléspectateurs en moyenne, soit 3,6 % de part de marché. C'est le meilleur début de saison de l'histoire des Marseillais avec 710 000 téléspectateurs, soit 3,2 % de PDM. La meilleure audience s'est hissée à 1 000 300 téléspectateurs, soit 4,4 % de PDM.
- La saison 7 en Australie, a attiré 702 100 téléspectateurs en moyenne, soit 3,1 % de part de marché. La meilleure audience s'est hissé à 873 000 téléspectateurs, soit 3,8 % de PDM.
- La saison 8 en Asie, a attiré 713 717 téléspectateurs en moyenne, soit 3,18 % de part de marché. La meilleure audience s'est hissé à 874 000 téléspectateurs, soit 3,6 % de PDM.
- La saison 9 aux Caraïbes, a attiré 819 000 téléspectateurs en moyenne, soit 3,2 % de part de marché. Cette saison connaît un record d'audience historique, toutes saisons confondues, avec un épisode (l'arrivée d'Alix) atteignant les 1 320 000 téléspectateurs, soit 4,5 % de PDM.
- La saison 10 à Dubaï, a attiré 781 416 téléspectateurs en moyenne, soit 3,06 % de part de marché. La meilleure audience s'est hissé à 983 000 téléspectateurs, soit 3,8 % de PDM.